# Micranthes nivalis
Espèce
Micranthes nivalis, la Saxifrage des neiges, est une espèce de plantes à fleurs de la famille des Saxifragaceae, présente dans une grande partie de l'hémisphère nord.

## Description et habitat
Cette plante herbacée se trouve sur les roches dans des sites abrités, souvent sur des corniches ou des anfractuosités montagneuses présentant un substrat riche. Cette espèce qui supporte mal la concurrence, peut se trouver dans des crevasses humides où elle survit en colonie limitée.

## Répartition
Cette espèce se rencontre en Norvège, dans l'archipel du Svalbard, en Écosse, au Groenland, en Allemagne, en Asie ainsi qu'en Amérique du Nord (Alaska et Canada).

## Systématique
L'espèce a été initialement classée dans le genre Saxifraga sous le basionyme Saxifraga nivalis, par le naturaliste suédois Carl von Linné en 1753. Elle est déplacée dans le genre Micranthes par le botaniste américain John Kunkel Small, en 1905.
Ce taxon porte en français le nom vernaculaire ou normalisé « Saxifrage des neiges ».
Micranthes nivalis a pour synonymes :
- Dermasea nivalis (L.) Haw.
- Micranthes kumlienii Small
- Robertsonia nivalis (L.) Link
- Saxifraga kumlienii (Small) Fedde
- Saxifraga longiscapa D.Don
- Saxifraga nigricans Willd.
- Saxifraga nigricans Willd. ex Sternb.
- Saxifraga nivalis L.
- Saxifraga nivalis f. labradorica (Fernald) Polunin
- Saxifraga nivalis f. longipetiolata Engl. & Irmsch.
- Saxifraga nivalis f. nivalis
- Saxifraga nivalis var. genuina Abrom.
- Saxifraga nivalis var. labradorica Fernald
- Saxifraga nivalis var. nivalis
- Saxifraga nivalis var. novokschonovii Popov
- Saxifraga obtusa Nasarow
- Saxifraga pauciflora Sternb.
- Saxifraga primulifolia Willd.
- Saxifraga primulifolia Willd. ex Sternb.
- Saxifraga punctata Rottb.